# Pushi
Pushi är en socken i Kina. Den ligger i provinsen Sichuan, i den sydvästra delen av landet, omkring 350 kilometer sydväst om provinshuvudstaden Chengdu. Antalet invånare är 6 136. Befolkningen består av 3 114 kvinnor och 3 022 män. Barn under 15 år utgör 34 %, vuxna 15-64 år 61 %, och äldre över 65 år 4,0 %.
Genomsnittlig årsnederbörd är 1 324 millimeter. Den regnigaste månaden är juli, med i genomsnitt 315 mm nederbörd, och den torraste är januari, med 4 mm nederbörd.